# Pseudodiploexochus schmalfussi
Pseudodiploexochus schmalfussi är en kräftdjursart som beskrevs av Stefano Taiti och Franco Ferrara 1979. Pseudodiploexochus schmalfussi ingår i släktet Pseudodiploexochus och familjen Armadillidae. Inga underarter finns listade i Catalogue of Life.